# Fernando de Noronha
Fernando de Noronha este un arhipelag de 21 insule și insulițe în Oceanul Atlantic, la 354 km de coasta Braziliei. Insula principală are o suprafață de 18.4 km² și a avut o populație de 3012 în anul 2010. Zona este o municipalitate specială (distrito estadual) din statul brazilian Pernambuco (chiar dacă este mai aproape de statul Rio Grande do Norte) și este, de asemenea, parte a Patrimoniului Mondial UNESCO. Fusul orar al său este UTC-2 ore. Populația locală și călătorii pot ajunge la Noronha cu avionul sau croazieră de la Recife (545 km) sau cu avionul din Natal  (360 km). O taxă mică pentru conservarea mediului se plătește de turiști la sosirea la Ibama (Institutul de Mediu și resurse naturale regenerabile).

## Descriere

### Clima
Climatul este tropical cu două sezoane diferite. Un sezon ploios care durează din martie până în septembrie și un sezon care nu este ploios în restul anului.
Fernando de Noronha este locul cu cea mai mică variație a aerului (interval de observație de 10 ani).

### Geologie
Insulele din acest arhipelag sunt părțile vizibile ale unei serii de munți scufundați. Este format din 21 de insule, insulițe și roci de origine vulcanică, insula principală are o suprafață de 18 km ², fiind de 10 km lungime și 3,5 kilometri lățime maximă. Baza acestei formațiuni vulcanice enorme este la 756 m sub suprafața apei. Insula principală, de la care a primit arhipelagul numele său, reprezintă 91% din suprafața totală, insulele Rata, Gineta Sela, Cabeluda și Jose São, împreună cu insulele de Leão și Viúva alcătuiesc restul arhipelagului. Zona montană centrală a insulei principale este numită Quixaba.

### Flora
Insula a fost acoperit de pădure până în secolul al XIX-lea, când a fost eliminată pentru a preveni evadarea prizonierilor de pe insulă care ar fi putut construi plute. Programul Națiunilor Unite pentru Mediu listează 15 specii de plante endemice.

### Fauna
Insula are două specii de păsări endemice și două specii de reptile endemice.
O specie endemică de rozătoare cu numele Noronhomys vespuccii a dispărut, această specie a fost menționată de Amerigo Vespucci.

### Viața marină
Viața de deasupra și sub nivelul mării este principala atracție a insulei. Țestoase mari, delfini, albatroși si multe alte specii au fost observate frecvent.

## Istoria

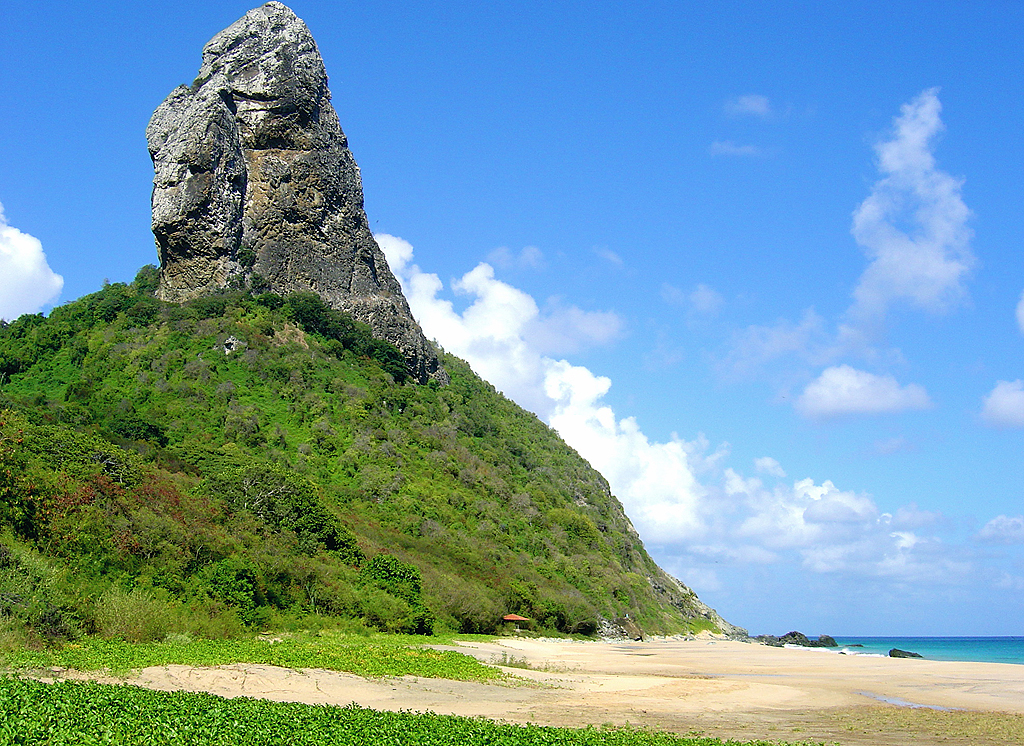
Plaja de la Conceição

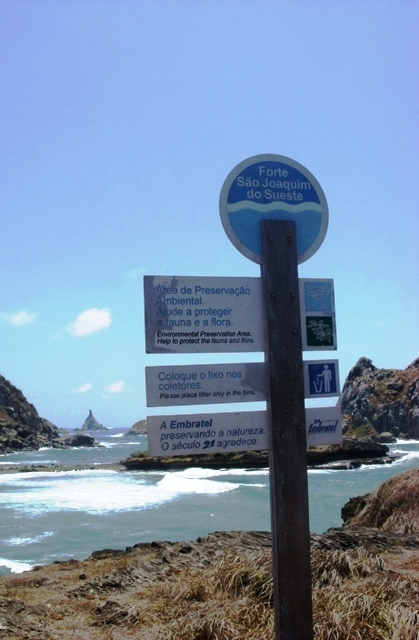
Indicator spre Fort São Joaquim Southeast.

Multe controverse sunt legate descoperirea arhipelagului de către europeni. De la numele său original, Ilha da Quaresma, a fost reperată de expediții în anii 1501, 1502 și 1503. Vicontele de Santarém, cu toate acestea, a atribuit descoperirea lui Gaspar de Lemos, căpitan al navei de aprovizionare a flotei lui Pedro Álvares Cabral, trimis înapoi în Portugalia, cu știri de la descoperirea Braziliei. Istoricii moderni, însă, dau credit expediției din 1501-1502 condusă de Fernão de Noronha. Insula principală apare în jurnalul de bord al lui Martim Afonso de Souza în 1530 ca Ilha de Fernando de Noronha.

## Indicatori economici
| IDU (2000) | Populație (2010) | PIB (2007)x1000 R$ | PIB pe cap de locuitor R$ | Hosteluri/paturi (2006) |
| ---------- | ---------------- | ------------------ | ------------------------- | ----------------------- |
| 0.862      | 3,012            | 20,901             | 7,462                     | 1,492                   |

Arhipelagul Fernando de Noronha în 2005, a avut un Produs Intern Brut (PIB) din R 22,802,000 dolari și un venit pe cap de locuitor de 10.001 dolari R. Indicele Dezvoltării Umane (IDU) district de stat a fost estimat la 0.862 (PNUD/2000). 

### Turism
Fernando de Noronha este un loc pentru scufundări de agrement la nivel internațional. Deoarece apele sunt calde în jurul lui, scufundările la adâncimi de 30 până la 40 de metri se pot face fără a utiliza costum de scafandru.